# Кипроп, Фред
Фрэд Киптум Кипроп (англ. Fred Kiptum Kiprop; род. 3 июня 1974 года) — кенийский бегун на длинные дистанции.
Личные рекорды Фрэда:
- 10 км по шоссе — 27:52
- Полумарафон — 1:02:47
- 25 км по шоссе — 1:14:58
- Марафон — 2:06:47

## Достижения
- 1-е место на Амстердамском марафоне — 2:06:47 (1999 год)
- 5-е место на Чикагском марафоне — 2:08:23 (2000 год)
- 3-е место на Парижском марафоне — 2:09:43 (2001 год)
- 2-е место на Сеульском марафоне — 2:09.47 (2002 год)
- 3-е место на Бостонском марафоне — 2:09.45 (2002 год)
- 4-е место на Роттердамском марафоне — 2:09:14 (2003 год)
- 3-е место на Гамбургском марафоне — 2:11.45 (2004 год)
- 2-кратный победитель марафона Голд-Кост — 2:11.15 (1998 год) и 2:14.02 (1999 год)